# Paco Mutlló i Noguera
Francesc Mutlló i Noguera, anomenat familiarment Paco (Sabadell, 7 de febrer de 1873 - Sabadell, 20 de novembre de 1936), fou un industrial, banquer i polític de Sabadell.
Era fill d'en Francisco Mutlló i Puiggrós i de Rita Noguera, cardadors de llana igualadins establerts a Sabadell a la dècada de 1850. Era el petit de tres germans: en Manel, l'Anna i el Francesc. Començà a treballar de jove amb el seu pare, que tenia una petita indústria dedicada a la fabricació de cintes de carda per al tèxtil. Continuà, amplià i modernitzà el negoci familiar i fins arribà a exportar bona part de la producció.
Va ser regidor de l'Ajuntament de Sabadell i diputat provincial durant la dictadura de Primo de Rivera. El 1926 fou nomenat director del Banc de Sabadell, del qual va ser membre de la junta de govern des de 1923 fins que va morir el 1936.
Des del 1939 Sabadell li té dedicat un carrer, el carrer de Paco Mutlló, al barri de la Creu Alta.